# Konstantan
Konstantan je slitina mědi a niklu v poměru obvykle 55 % mědi a 45 % niklu. Její název souvisí s tím, že její rezistivita je v širokém rozsahu teplot přibližně konstantní. Používá se mj. v termočláncích.

## Fyzikální vlastnosti
| Rezistivita                          | 0,49 µΩ·m            |
| Teplotní součinitel odporu při 20 °C | 0,000 01             |
| Hustota                              | 8,9 g/cm³            |
| Měrná tepelná kapacita               | 0,41 kJ/(kg·K)       |
| Součinitel teplotní roztažnosti      | 0,000 015/K          |
| Teplota tání                         | 1 225 °C až 1 300 °C |